# Patricia Mattick
Patricia Mattick, née le 31 juillet 1951 à Denver, (Colorado, États-Unis), et morte d'un cancer le 6 décembre 2003 à Tallahassee, (Floride, États-Unis), est une actrice américaine.

## Biographie
Elle a étudié au lycée Grover-Cleveland à Reseda, en Californie.

## Filmographie
- 1970 : Room 222 : Sheila Colby
- 1971 : Columbo : Rançon pour un homme mort (Ransom for a Dead Man) (Pilote no2) : Margaret Williams
- 1971 : Les Proies (The Beguiled) : Janie
- 1971 : Ironside : Millie
- 1971 : Terror in the Sky (en) : Ellen
- 1971 : Longstreet : Laura
- 1971 : Mannix : Joyce Bardin
- 1972 : Insight : Ellen Lipton
- 1972 : Sur la piste du crime
- 1973 : Owen Marshall, Counselor at Law (en) : Fern Robins
- 1973 : Cry Rape : Jenny Coleman
- 1973 : Emergency! (en) : Kathy
- 1974 : The Manhunter (en) : Nancy Miller
- 1975 : Cannon : Frances
- 1976 : Les Rues de San Francisco : Marie Tannenger
- 1977 : Voyage dans l'inconnu : Betty
- 1977 : Lou Grant : Cecile
- 1979 : Trapper John, M.D. (en) : Stacy
- 1990 : And Another Honkytonk Girl Says She Will : Loretta
- 1991 : The Walter Ego : Liza